# Shimen Shuiku (reservoar i Kina, Hainan)
Shimen Shuiku är en reservoar i Kina. Den ligger i provinsen Hainan, i den södra delen av landet, omkring 220 kilometer sydväst om provinshuvudstaden Haikou. Shimen Shuiku ligger 43 meter över havet. Arean är 1,5 kvadratkilometer. Omgivningarna runt Shimen Shuiku är en mosaik av jordbruksmark och naturlig växtlighet. Den sträcker sig 3,1 kilometer i nord-sydlig riktning, och 2,9 kilometer i öst-västlig riktning.
Genomsnittlig årsnederbörd är 2 032 millimeter. Den regnigaste månaden är juli, med i genomsnitt 343 mm nederbörd, och den torraste är januari, med 15 mm nederbörd.